# Alchimiste Parafaragaramus ou la Cornue infernale
Alchimiste Parafaragaramus ou la Cornue infernale je francouzský němý film z roku 1906. Režisérem je Georges Méliès (1861–1938). Film trvá zhruba 3 minuty.

## Děj
Když alchymista usne, začnou se v jeho laboratoři dít divné věci.